# Placca Altiplano

La placca Altiplano nell'America meridionale.

La placca Altiplano è una placca tettonica minore della litosfera terrestre. La placca occupa un angolo solido di de 0,0205 sterad. Occupa il sud del Perù e la parte occidentale della Bolivia, non distante dalla parte settentrionale del Cile. È costituita in gran parte delle Ande centrali, Altiplano del Perù e Bolivia. Essa viene normalmente associata alla Placca sudamericana da cui e completamente attorniata nella sua parte emersa, mentre la porzione che si affaccia sul pacifico è in contatto con la Placca di Nazca dove forma la fossa oceanica del Cile-Perù. La placca si sposta verso nord-ovest, con una velocità di rotazione di 0.916° per milione di anni, su un polo euleriano posto a 33°64' di latitudine nord e 81°18' di longitudine est.